# Costatrichia noite
Costatrichia noite är en nattsländeart som beskrevs av Angrisano 1995. Costatrichia noite ingår i släktet Costatrichia och familjen smånattsländor. Inga underarter finns listade i Catalogue of Life.